# Кубок украинской лиги по футболу 2009/2010
Кубок украинской лиги по футболу 2009—2010 (официальное название — «UMBRO Кубок лиги 2009—2010» укр. UMBRO Кубок ліги 2009—2010) — 1-й розыгрыш кубка украинской лиги, стартовал 9 сентября 2009 года.

## Участники
В этом розыгрыше Кубка принимают участие 24 команды:
| Клубы второй украинской лиги: - «Бастион» (Ильичевск) - «Верес» (Ровно) - «Горняк-Спорт» (Комсомольск) - «Днепр-75» (Днепропетровск) - «Ильичёвец-2» (Мариуполь) - «Карпаты-2» (Львов) - ФК «Львов-2» - «Моршин» (Стрый) - «Нива» (Винница) - «Олком» (Мелитополь) - «Рось» (Белая Церковь) - «Сталь» (Днепродзержинск) - «Шахтёр-3» (Донецк) | Дублирующие составы клубов первой украинской лиги: - ПФК «Александрия-дубль» - «Арсенал-дубль» (Белая Церковь) - «Днестр-дубль» (Овидиополь) | Любительские клубы: - «Волынь-Цемент» (Здолбунов) - «Зенит» (Боярка) - «Мир» (Горностаевка) - «Олимпик» (Кировоград) - «Спартак» (Молодёжное) - «Титан» (Донецк) - «Тепловик» (Южноукраинск) - «Ходак» (Черкассы) |

## Групповой турнир

### Группа A
| 1 | ФК «Львов-2»      | ~   | 0:0 | 0:1 | 4 | 2 | 1 | 1 | 6 − 2 | 7 |
| 2 | «Карпаты-2» Львов | 1:4 | ~   | 3:0 | 4 | 2 | 1 | 1 | 6 − 5 | 7 |
| 3 | «Скала» Моршин    | 0:2 | 1:2 | ~   | 3 | 1 | 0 | 3 | 2 − 7 | 3 |

#### Примечание
- До 23 марта 2010 года команда «Скала» (Моршин) выступала под названием «Моршин» (Стрый).

### Группа B
| 1 | «Нива» Винница            | ~   | 4:1 | 3:0 | 3 | 3 | 0 | 0 | 11 − 3  | 9 |
| 2 | «Верес» Ровно             | 2:4 | ~   | 5:0 | 4 | 2 | 0 | 2 | 11 − 10 | 6 |
| 3 | «Волынь-Цемент» Здолбунов |     | 2:3 | ~   | 3 | 0 | 0 | 3 | 2 − 11  | 0 |

#### Примечание
- Команды «Верес» (Ровно) и «Волынь-Цемент» (Здолбунов) снялись с соревнований по завершении группового турнира, поэтому в 1/8 финала группу «В» будет представлять только «Нива» (Винница).

### Группа C
| 1 | «Бастион» Ильичевск       | ~   | 5:0 | 3:0* | 4 | 4 | 0 | 0 | 15 − 2 | 12 |
| 2 | «Днестр-дубль» Овидиополь | 2:3 | ~   | 2:0  | 4 | 2 | 0 | 2 | 8 − 8  | 6  |
| 3 | «Тепловик» Южноукраинск   | 0:4 | 0:4 | ~    | 4 | 0 | 0 | 4 | 0 − 13 | 0  |

### Группа D
| 1 | «Мир» Горностаевка   | ~   | 2:0 | 2:1 | 4 | 2 | 1 | 1 | 5 − 4 | 7 |
| 2 | «Спартак» Молодёжное | 1:1 | ~   | 1:1 | 4 | 1 | 2 | 1 | 3 − 4 | 5 |
| 3 | «Олком» Мелитополь   | 2:0 | 0:1 | ~   | 4 | 1 | 1 | 2 | 4 − 4 | 4 |

### Группа E
| 1 | «Ходак» Черкассы           | ~   | 3:1 | 5:0 | 3 | 2 | 1 | 0 | 9 − 2 | 7 |
| 2 | ПФК «Александрия-дубль»    | 1:1 | ~   | 0:0 | 4 | 1 | 2 | 1 | 4 − 5 | 5 |
| 3 | «Горняк-Спорт» Комсомольск | +:- | 1:2 | ~   | 3 | 0 | 1 | 2 | 1 − 7 | 1 |

### Группа F
| 1 | «Рось» Белая Церковь          | ~   | 2:2 | 3:0* | 4 | 3 | 1 | 0 | 12 − 4 | 10 |
| 2 | «Арсенал-дубль» Белая Церковь | 1:2 | ~   | 1:2  | 4 | 2 | 1 | 1 | 9 − 6  | 7  |
| 3 | «Зенит» Боярка                | 1:5 | 0:2 | ~    | 4 | 0 | 0 | 4 | 3 − 14 | 0  |

#### Примечание
- В матче «Рось» (Белая Церковь) — «Зенит» (Боярка) (0:1) «Роси» засчитана техническая победа (3:0) из-за участия в матче в составе «Зенита» игрока, не зарегистрированного в ФФУ.[3]

### Группа G
| 1 | «Ильичёвец-2» Мариуполь | ~   | 2:2 | 1:0 | 4 | 1 | 3 | 0 | 4 − 3 | 6 |
| 2 | «Шахтёр-3» Донецк       | 1:1 | ~   | 4:1 | 4 | 1 | 2 | 1 | 7 − 6 | 5 |
| 3 | «Титан» Донецк          | 0:0 | 2:0 | ~   | 4 | 1 | 1 | 2 | 3 − 5 | 4 |

### Группа H
| 1 | «Днепр-75» Днепропетровск | ~   |     | 4:2 | 3 | 1 | 2 | 0 | 5 − 3  | 5 |
| 2 | «Сталь» Днепродзержинск   | 1:1 | ~   | 5:1 | 3 | 1 | 2 | 0 | 7 − 3  | 5 |
| 3 | «Олимпик» Кировоград      | 0:0 | 1:1 | ~   | 4 | 0 | 2 | 2 | 4 − 10 | 2 |

#### Примечание
- Команда «Днепр-75» (Днепропетровск) была исключена из соревнований после 5-го тура. В 1/8 финала выходят «Сталь» и «Олимпик».

|  | — Команды, занявшие первые два места, проходят в 1/8 финала |

### Бомбардиры
| # | Футболист         | Команда             | Голы  |
| - | ----------------- | ------------------- | ----- |
| 1 | Александр Полищук | «Верес» Ровно       | 5     |
| 2 | Александр Любар   | «Верес» Ровно       | 3     |
| 3 | Александр Бредис  | «Бастион» Ильичевск | 3     |
| 4 | Александр Петрук  | «Зенит» Боярка      | 3 (2) |

## 1/8 финала
Поскольку в группах «B», «C» и «E» по две команды снялись с соревнований, в следующий этап прошли 13 команд.
Команды «Мир» (Горностаевка), «Рось» (Белая Церковь) и ФК «Львов-2» автоматически проходят в 1/4 финала из-за отсутствия соперников.
| Команда 1                    | Счёт | Команда 2                       |
| ---------------------------- | ---- | ------------------------------- |
| 31 марта 2010                |      |                                 |
| «Бастион» (Ильичевск)        | 0:1  | «Спартак» (Молодёжное)          |
| «Ильичёвец-2» (Мариуполь)    | 1:0  | «Олимпик» (Кировоград)          |
| «Горняк-Спорт» (Комсомольск) | 2:0  | «Арсенал-дубль» (Белая Церковь) |
| 7 апреля 2010                |      |                                 |
| «Нива» (Винница)             | 3:0  | «Карпаты-2» (Львов)             |
| «Сталь» (Днепродзержинск)    | 2:1  | «Шахтёр-3» (Донецк)             |

## 1/4 финала
Жеребьёвка команд-хозяек и команд-гостей в 1/4 финала состоялась 8 апреля 2010 года. Матчи состоялись 14 апреля 2010 года на полях команд, указанных первыми.
| Команда 1                    | Счёт           | Команда 2                 |
| ---------------------------- | -------------- | ------------------------- |
| 14 апреля 2010               |                |                           |
| «Нива» (Винница)             | 5:0            | ФК «Львов-2»              |
| «Мир» (Горностаевка)         | 0:0 (пен. 5:4) | «Спартак» (Молодёжное)    |
| «Горняк-Спорт» (Комсомольск) | 2:0            | «Рось» (Белая Церковь)    |
| «Сталь» (Днепродзержинск)    | 0:0 (пен. 2:3) | «Ильичёвец-2» (Мариуполь) |

## 1/2 финала
В соответствии с Положением про соревнование «Кубок Лиги», этап 1/2 финала проходил в 2 матча, которые состоялись 28 апреля и 5 мая 2010 года. Жеребьёвка команд-хозяек и команд-гостей в 1/2 финала состоялась 15 апреля 2010 года. Первые матчи в обоих парах завершились нулевой ничьей, поэтому финалисты определились во вторых матчах.
| Команда 1                    | Счёт     | Команда 2                 |
| ---------------------------- | -------- | ------------------------- |
| «Нива» (Винница)             | 0:0, 2:0 | «Мир» (Горностаевка)      |
| «Горняк-Спорт» (Комсомольск) | 0:0, 1:1 | «Ильичёвец-2» (Мариуполь) |

## Финал
Финальный матч первого розыгрыша UMBRO-Кубка лиги состоялся 6 июня 2010 года.
| 6 июня 2010 17:00 EET | \| Нива (Винница) \| 4 : 0 (1:0) протокол \| Горняк-Спорт (Комсомольск) \| \| Воронин 19′ · Качур 48′, 63′ · Козьбан 65′ \| Голы \| \| | КСК «Ника» — Александрия, Кировоградская область Зрителей: 3000 Судья: Виталий Дьяченко, Кировоград Кировоградская область |
| «Нива»: Скибенко (Гайдаржи, 77), Найко, Прохоров, Воронин, Герасимец (Адаменко, 74), Бовтрук (Чаус, 72), Козьбан (Пивовар, 73), Качур (Лукьянец, 66), Гергелюк, Пилявский (Веретинский, 68), Варченко (Кушка, 59) Гл. тренер: Олег Федорчук «Горняк-Спорт»: Мачулин (Бахметьев, 90), Ткаченко (Бахмач, 51), Кондрашов, Ходуля, Полтавец, Дегтярь (Малюк, 62), Калиниченко (Филь, 54), Крутенко, Слива (Забула, 75), Кравченко, Малиночка (Иващенко, 86) Гл. тренер: Сергей Мурадян Предупреждения: Воронин (24), Кушка (78), Найко (88) — Кондрашов (44), Малюк (90) | | |
| СМИ: isport.ua СМИ: ua-football.com | | |
| Нива (Винница) | 4 : 0 (1:0) протокол | Горняк-Спорт (Комсомольск)                                                                                                 |
| Воронин 19′ · Качур 48′, 63′ · Козьбан 65′ | Голы | |

Обладатель UMBRO-Кубка лиги 2010
ПФК «Нива» Винница Впервые